# Puente de Øresund

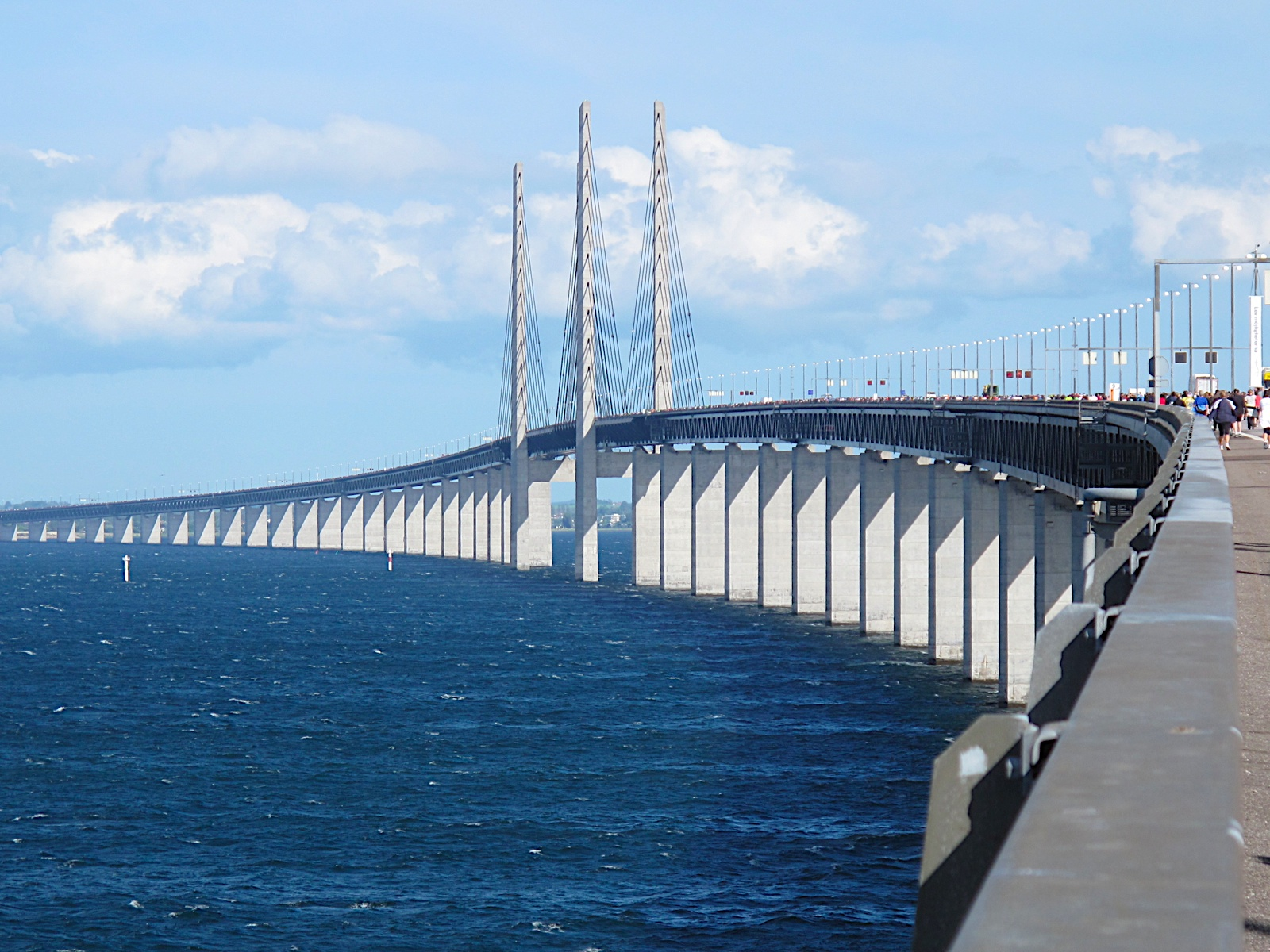
Puente de Oresund visto desde Suecia.

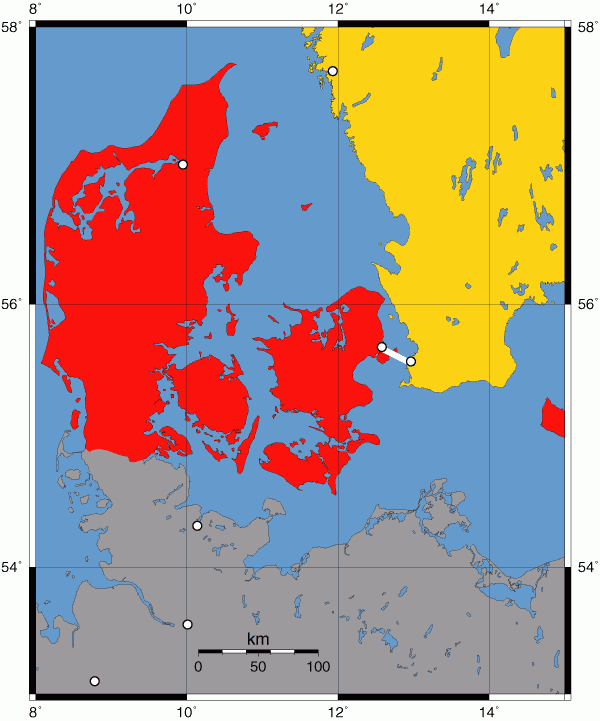
Dinamarca (rojo) y el sur de Suecia (amarillo), conectadas por el puente y túnel de Øresund (blanco).

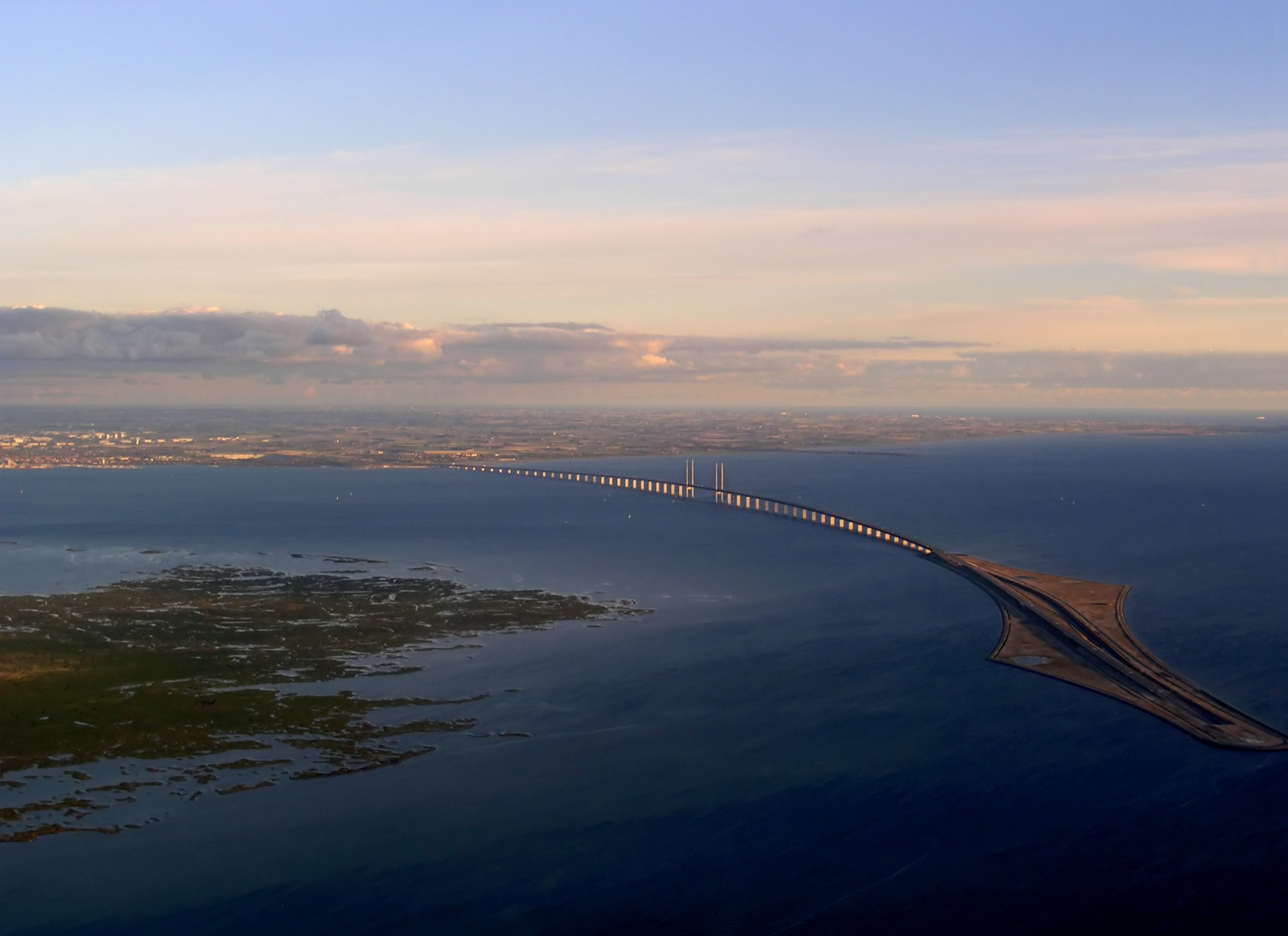
Vista aérea del puente de Øresund con la isla artificial de Peberholm en la mitad derecha de la foto.

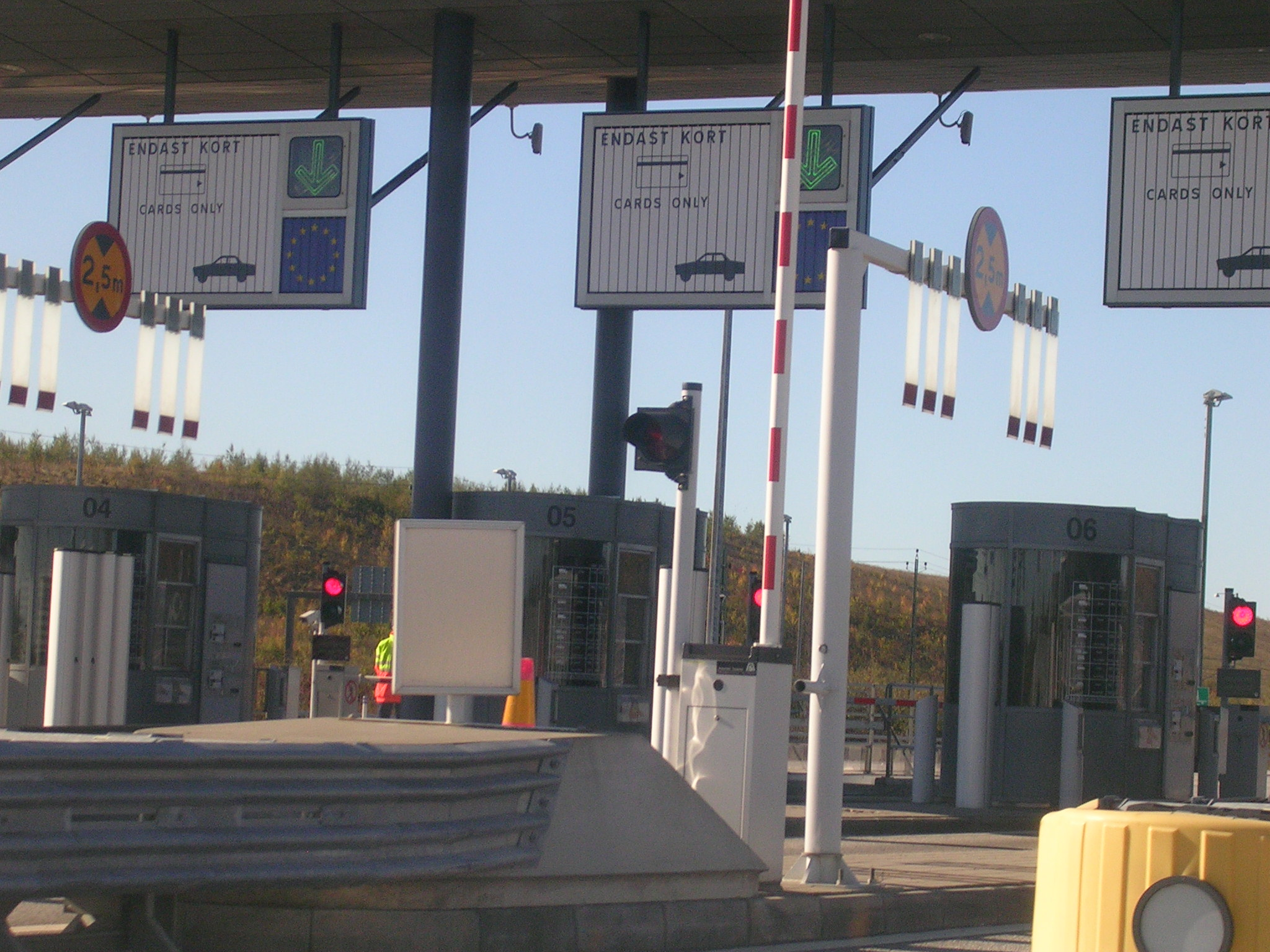
Estación de peaje.

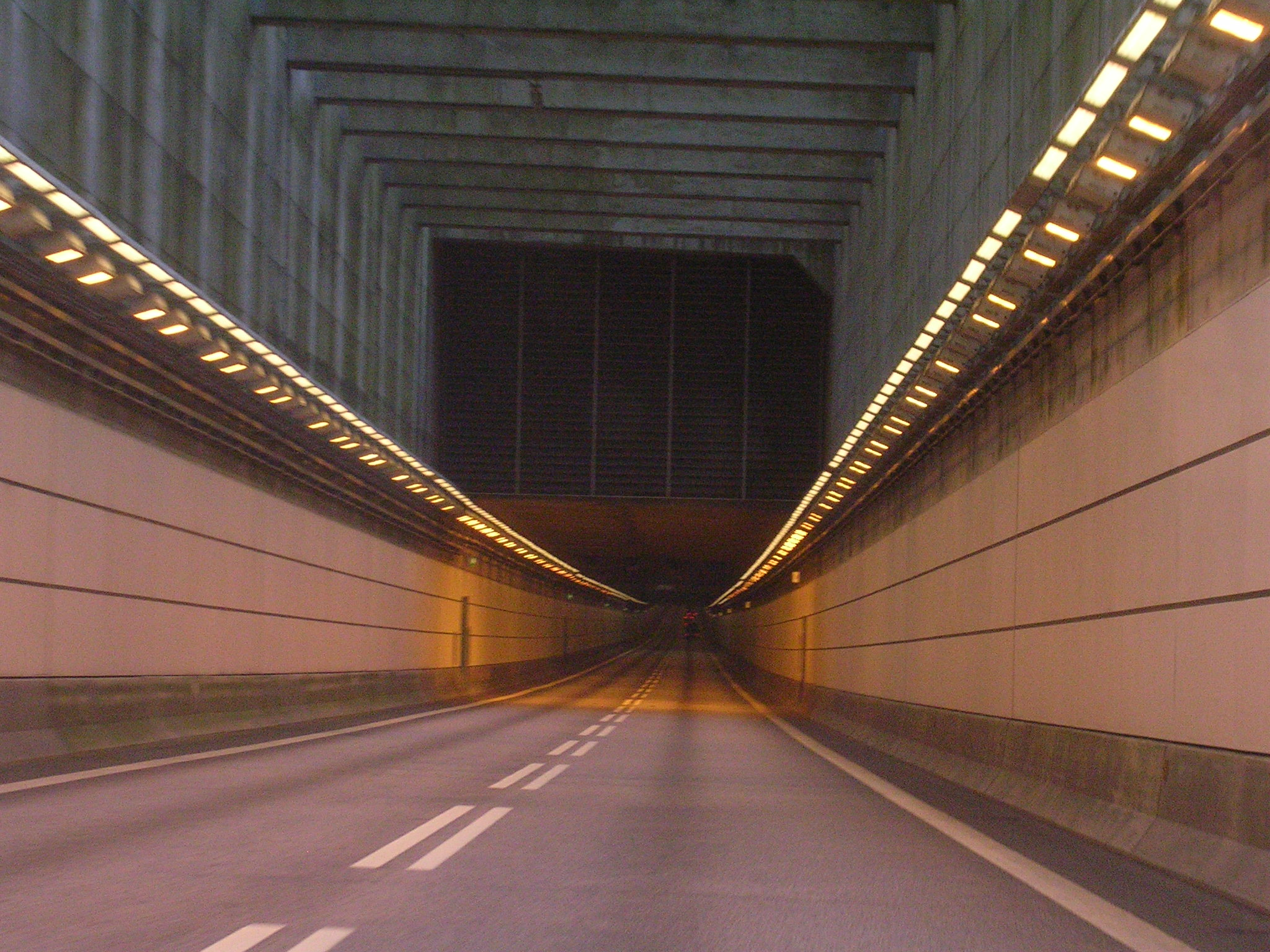
Entrada al túnel.

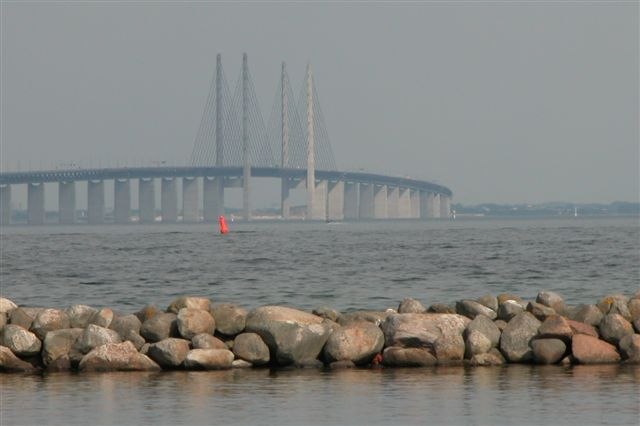
Desde Dragør.

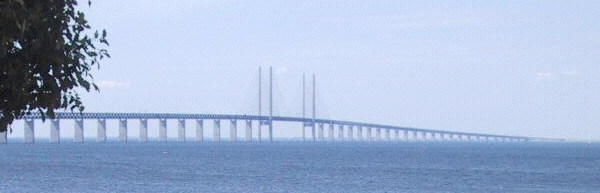
Puente completo.

El puente-túnel de Øresund o de Öresund (en danés: Øresundsbroen; en sueco: Öresundsbron; nombre híbrido: Øresundsbron) conecta las dos áreas metropolitanas de la región de Øresund: la capital danesa, Copenhague, y la ciudad sueca de Malmö. Cuenta con dos vías de ferrocarril y cuatro carriles de carretera, siendo el puente combinado tren-carretera más largo de Europa. La ruta internacional europea E20 pasa por este puente. El transporte ferroviario es operado conjuntamente por la empresa sueca Statens Järnvägar (SJ) y la danesa Danske Statsbaner (DSB).
El puente, como parte del Enlace del Øresund, conecta las redes de carreteras y ferrocarriles de la península escandinava con las de la Europa Central y Occidental. Un cable de datos también convierte al enlace en la columna vertebral de la transmisión de datos por Internet entre la Europa Central y Suecia.
El puente fue diseñado por Jorgen Nissen y Klaus Falbe Hansen de Ove Arup & Partners, así como Niels Gimsing y Georg Rotne.
La justificación del gasto adicional y la complejidad relacionada con la excavación de un túnel en un tramo del camino, en lugar de levantar esa sección del puente, fue para evitar interferir con el tráfico aéreo del cercano aeropuerto de Copenhague, para proporcionar un canal despejado para los barcos y para evitar que atascos de hielo bloquearan el estrecho. La construcción comenzó en 1995, con la apertura del puente al tráfico el 1 de julio de 2000. El puente recibió el Premio a la Estructura Excepcional de IABSE en 2002.

## Historia
A lo largo de los años, se fueron presentando varios proyectos para una conexión fija a través del estrecho. Uno de los más radicales era construir una presa en el estrecho y bombear el agua para crear terrenos urbanizables. Las ideas para una conexión fija a través del Øresund se plantearon ya a finales del siglo XIX. En 1910, se presentaron propuestas al Parlamento sueco para un túnel ferroviario a través del estrecho, que habría constado de dos secciones tunelizadas conectadas por una carretera de superficie a través de la isla de Saltholm. El concepto de un puente sobre el Øresund fue propuesto formalmente por primera vez en 1936 por un consorcio de empresas de ingeniería que proponía una red nacional de autopistas para Dinamarca.
La idea se abandonó durante la Segunda Guerra Mundial, pero se retomó posteriormente y se estudió con gran detalle en diversas comisiones gubernamentales danesas y suecas durante las décadas de 1950 y 1960. En 1954, se designó a la primera delegación de Öresund para investigar las condiciones de un puente de enlace. En su informe final de 1962, la delegación propuso un puente de hormigón armado de 53 m (174 pies) de altura. El coste se estimó en 600 millones de coronas suecas y se financiaría con un peaje de 15 coronas suecas. Sin embargo, existía desacuerdo sobre la ubicación y la forma exacta del enlace. Los gobiernos de Dinamarca y Suecia firmaron finalmente un acuerdo para construir un enlace fijo en 1973. Habría comprendido un puente entre Malmö y Saltholm, con un túnel que conectaría Saltholm con Copenhague, y habría estado acompañado por un segundo túnel ferroviario a través del Öresund entre Helsingør y Helsingborg.
Sin embargo, ese proyecto se canceló en 1978 debido a la situación económica y las crecientes preocupaciones ambientales. Cuando la situación económica mejoró en la década de 1980, el interés se reanudó y los gobiernos firmaron un nuevo acuerdo en 1991.
La construcción de esta obra se inició en 1995 y el proyecto fue gestionado por una alianza internacional entre las empresas constructoras: Skanska de Suecia, Hochtief de Alemania y las danesas Højgaard & Schultz y Monberg & Thorsen. El tramo final fue completado el 14 de agosto de 1999. Los príncipes herederos Federico de Dinamarca (actual rey danés) y su contraparte sueca Victoria de Suecia se reunieron en el centro del puente para celebrar su finalización. La inauguración oficial fue el 1 de julio de 2000, con la presencia de la reina Margarita II de Dinamarca y el rey Carlos XVI Gustavo de Suecia. El puente fue abierto al tráfico ese mismo día. Dos semanas antes de la inauguración, 79 871 corredores compitieron en una maratón de media distancia (Broloppet, la Carrera del Puente) entre Amager (Dinamarca) y Escania (Suecia) el 12 de junio de 2000.

## Características

### Puente
El puente posee uno de los mayores vanos centrales de los puentes atirantados del mundo, con 490 m. El pilar más alto mide 204 m. La longitud total del puente es de 7845 m, que corresponden aproximadamente a la mitad de la distancia entre las costas de Suecia y Dinamarca, y su peso es de 82 000 t. El puente tiene una altura libre de 57 metros. Los 49 tableros que constituyen la totalidad de los vanos de aproximación al puente atirantado fueron construidos en Puerto Real, Cádiz (España), por la empresa española Dragados Offshore, que también se encargó de transportarlos por vía marítima hasta el lugar indicado y, una vez allí, hundirlos. Se construyó en forma de túnel, isla y puente, ya que todo el tramo de 16 km de túnel habría resultado demasiado caro. Y no se construyeron 16 km de puente porque se tenía que asegurar la aeronavegabilidad de la zona, pues el aeropuerto de Kastrup (Aeropuerto Internacional de Copenhague) está situado junto a la entrada actual del túnel. Las torres del puente fueron colocadas por la grúa flotante más grande del mundo y están diseñadas para que el puente no se destruya ni en caso de una colisión aérea contra las torres.

### Túnel
El resto de la distancia se cubre a partir de la isla artificial de Peberholm (islote de la pimienta, 4055 m), llamado así en contraposición al ya existente Saltholm (islote de la sal), desde un túnel de 3510 m en el lado danés. Las dos vías de ferrocarril se encuentran bajo las pistas de la carretera. La mayor parte de los barcos que circulan por el Øresund lo hacen por el estrecho de Drogden, donde se encuentra el túnel.

## Impacto
El puente de Øresund ha cambiado el mapa de Europa, ya que los 16 km que separaban Dinamarca de Suecia dividían también en dos a la Unión Europea, con Suecia y Finlandia incomunicadas por tren y carretera con el resto de la UE. Desde este punto de vista, su impacto en la conexión de ambos países es muy superior al logrado por el Eurotúnel entre Francia y Reino Unido. Prueba de ello es que el servicio de ferris Malmö-Copenhague terminó por desaparecer y el de Helsingør-Helsingborg vio reducidas sus frecuencias, mientras que en el canal de la Mancha siguen circulando muchas líneas de ferris, ya que generalmente es más económico el ferri que el Eurotúnel.

## Ferrocarril
El transporte público ferroviario está operado conjuntamente por la compañía sueca Statens Järnvägar y la danesa Danske Statsbaner. Se desarrolló una serie de nuevos trenes de doble voltaje para unir Copenhague con ciudades del sur sueco como Malmö, Gotemburgo y Kalmar. También circulan por el puente los trenes X2000 desde Estocolmo. El Aeropuerto de Copenhague-Kastrup tiene estación propia en el extremo oeste del puente. Los trenes cruzan el estrecho cada 20 minutos durante el día y cada hora durante la noche. El servicio de trenes de pasajeros está a cargo de Skånetrafiken y la Autoridad Danesa de Aviación Civil y Ferrocarriles (Trafikstyrelsen) bajo la marca Øresundståg, con Transdev y DSB, que son los operadores actuales.
El tramo es de vía doble, con ancho internacional de 1435 mm, con la posibilidad de paso de trenes de alta velocidad a más de 200 km/h. Hubo algunas dificultades debido a los diferentes sistemas de electrificación y señalización del transporte danés y el sueco. La solución elegida fue cambiar el sistema eléctrico sueco de 15 kV CA y 16,7 Hz por el danés de 25 kV CA y 50 Hz en Lernacken, Suecia, justo antes del puente. La línea emplea el sistema estándar de señalización sueco en todo el puente hasta Peberholm, donde cambia al sistema danés.
Otro problema fue que el sistema ferroviario de Suecia circula por la izquierda, mientras que el de Dinamarca lo hace por la derecha. El cambio se hace en la Estación de Malmö.

## Controles fronterizos
Dado que tanto Suecia como Dinamarca forman parte de la Unión Nórdica de Pasaportes desde la década de 1950, los controles fronterizos entre los dos países han sido abolidos durante décadas y los viajeros normalmente pueden moverse libremente a través del Puente Øresund. En 2001, ambos países también se unieron al área Schengen y, desde entonces, la supresión de los controles fronterizos está regulada principalmente por la ley de la Unión Europea, más específicamente el acuerdo de Schengen.
Sin embargo, en noviembre de 2015, durante la crisis migratoria europea, Suecia introdujo controles fronterizos temporales en la frontera con Dinamarca de conformidad con las disposiciones del acuerdo de Schengen sobre la reintroducción de controles fronterizos internos temporales. Como tal, los viajeros a Suecia desde Dinamarca (pero no los viajeros a Dinamarca desde Suecia) deben mostrar un pasaporte válido o un documento nacional de identidad (ciudadanos de la UE/países del EEE) o pasaporte y visa de entrada (si es necesario) para nacionales de otros países no pertenecientes a la UE/EEE. La medida marcó una ruptura con 60 años de viajes libres de controles fronterizos entre los países nórdicos. En enero de 2016, estas medidas fronterizas se ampliaron mediante una responsabilidad de los transportistas especial, que obliga a los transportistas (como las empresas de autobuses, trenes y transbordadores) a verificar la identidad de todos los pasajeros de Dinamarca antes de abordar un autobús, tren o transbordador a Suecia. Estos controles se hicieron cumplir con una multa de 50 000 coronas suecas como castigo por notificar a quienes no tenían dichos documentos de identidad. Esto condujo a la aplicación de controles por parte de guardias de seguridad privada en, por ejemplo, la estación de tren en el aeropuerto de Kastrup en Dinamarca, una medida impopular entre los pasajeros, debido a los retrasos impuestos.
En mayo de 2017, Suecia eliminó la responsabilidad de los transportistas, pero los controles fronterizos ordinarios realizados por la autoridad policial sueca permanecieron en el lado sueco del puente Øresund. De acuerdo con el Código de fronteras Schengen, estos controles fronterizos solo se permiten por un período de seis meses a la vez y, por lo tanto, deben renovarse dos veces al año.

## Tiempo
Por carretera, a velocidad normal, el trayecto de Copenhague a Malmö dura aproximadamente de 15 a 20 minutos. Hay que destacar que la velocidad máxima no es fija, ya que unos paneles luminosos, situados sobre la calzada, indican valores diferentes según las condiciones del tráfico y de la meteorología. Esta metodología está siendo estudiada por distintos gobiernos para aplicarla en diferentes metrópolis.
Por otro lado la frecuencia de los trenes Malmö-Copenhague, cada 20 minutos, y el precio menor que el peaje cuando viaja una sola persona, hace que los viajeros de negocios se decanten por estas lanzaderas, que cruzan el Øresund en 25 minutos.

## Precios
En un principio el puente no tuvo tanto tránsito como se preveía, principalmente debido al precio que cuesta cruzarlo. En 2005 y 2006 se vio un gran incremento del volumen de tráfico en el puente. Este fenómeno puede deberse a que los daneses compran sus casas en Suecia, ya que el precio de la vivienda en Malmö es más bajo que en Copenhague, y se desplazan a Dinamarca para trabajar. El peaje para un automóvil común es de 390 coronas danesas, 490 coronas suecas o 54 euros; pero se aplican descuentos de hasta el 75 % para aquellos que crucen el puente habitualmente. Hacia 2007, 25 millones de personas viajaron por el puente: 15,2 millones en automóvil y autobús y 9,6 millones en tren.
| Vehículo               | Coronas danesas | Coronas suecas | Euros |
| ---------------------- | --------------- | -------------- | ----- |
| Motocicleta            | 145 DKK         | 180 SEK        | 20 €  |
| Automóvil              | 390 DKK         | 490 SEK        | 54 €  |
| Automóvil con remolque | 520 DKK         | 650 SEK        | 70 €  |
| Minibus (6-9 metros)   | 520 DKK         | 650 SEK        | 70 €  |
| Autobús, más de 9 m    | 1100 DKK        | 1365 SEK       | 150 € |
| Camión, más de 9 m     | 775 DKK         | 960 SEK        | 140 € |